# ۴۵ گاوران
۴۵ گاوران یک ستاره است که در صورت فلکی گاوران قرار دارد.